# Alam Ara
Alam Ara was de eerste gesproken Indiase film. De film, geregisseerd door Ardeshir Irani en uitgebracht op 14 maart 1934, is niet bewaard gebleven enkel posters en een promotieboek zijn nog beschikbaar. De film wordt beschouwd als de grondlegger van de Indiase Hinditalige Bollywood Musical.

## Verhaal
Een koning en zijn twee vrouwen, Navbahaar en Dilbahaar, zijn kinderloos. Al snel vertelt een fakir aan Navbahaar dat ze een jongen zal baren, maar dat ze een ketting om de nek van een vis moet vinden - die ooit bij het meer van het paleis zal verschijnen - als ze wil dat haar zoon ouder wordt dan zijn 18e verjaardag. De jongen heet Qamar. Daarnaast heeft Dilbahaar een affaire met Adil. De koning komt erachter en Dilbahaar vertelt hem dat het Adil was die haar als eerste verleidde. Daarom arresteert de koning hem en zet zijn zwangere vrouw, Mehar Nigar, uit het paleis; Nigar bevalt van Alam Ara en sterft wanneer een jager haar vertelt over de affaire van haar man. De jager adopteert later Ara.
Dilbahaar is jaloers op Navbahaar en is op de hoogte van haar overeenkomst met de fakir. Wanneer de ketting op Qamar's 18e verjaardag verschijnt, vervangt ze hem in het geheim door een nep exemplaar, wat al snel resulteert in de dood van Qamar. Zijn familie begraaft zijn lichaam echter niet en gaat op zoek naar de fakir om erachter te komen wat er mis is gegaan. Als gevolg hiervan komt Qamar elke nacht tot leven wanneer Dilbahaar de ketting uit haar nek verwijdert en sterft later als ze hem 's ochtends draagt. Afgezien daarvan is Ara op de hoogte van het lijden van haar onschuldige vader en zweert ze hem uit de gevangenis vrij te laten. Tijdens haar bezoek aan de plaats op een avond ziet Ara de levende Qamar en wordt ze verliefd op hem. Iedereen in het paleis leert vervolgens over het gemeen spel van Dilbahaar en haalt uiteindelijk de echte ketting terug, waarbij Adil wordt vrijgelaten. De film eindigt met Qamar en Ara die gelukkig samenleven.

## Rolverdeling
| Acteur              | Personage                 |
| ------------------- | ------------------------- |
| Master Vithal       | Qamar                     |
| Zubeida             | Alam Ara                  |
| Prithviraj Kapoor   | Adil                      |
| Bibbo               | een vriendin van Alam Ara |
| Muhammad Wazir Khan | fakir (gastoptreden)      |

Andere bijrollen werden gespeeld door Jilloo, Sushila, Elizer, Jagdish Sethi, LV Prasad en Yaqub.

## Filmmuziek
De soundtrack van Alam Ara werd uitgebracht door Saregama en bevat in totaal zeven nummers: "De De Khuda Ke Naam Pe Pyaare", "Badla Dilwayega Yaar Ab Tu Sitamgaroon Se", "Rootha Hai Aasmaan", "Teri Kateelee Nigaahon Ne Mara", "De Dil Ko Aaram Aey Saaki Gulfaam", "Bhar Bhar Ke Jaam Pila Ja" en "Daras Bin Morey Hain Tarse Nayna Pyare".
"De De Khuda Ke Naam Pe Pyaare", gezongen door Muhammad Wazir Khan, werd populair op het moment van de release en werd erkend als het eerste nummer van de Hindi-cinema. Zubeida zong voornamelijk de rest van de nummers. In de kredietwaardigheid van de film werden zowel de muziekregisseur als de tekstschrijver niet vermeld. Volgens Ferozshah Mistri's zoon Kersi Mistri zijn alle liedjes gecomponeerd door zijn vader; in de boekjes van de film werd daarentegen B. Irani als componist genoemd. Ardeshir Irani zei dat hij niet wist wie de muziekregisseurs zijn, en voegde eraan toe dat hij alleen een orgel en een tablaspeler had. Bovendien bekende hij dat hij de lyrische compositie zelf had gemaakt.